# Isoporostreptus ehlersi
Isoporostreptus ehlersi är en mångfotingart som först beskrevs av Filippo Silvestri 1898.  Isoporostreptus ehlersi ingår i släktet Isoporostreptus och familjen Spirostreptidae. Inga underarter finns listade i Catalogue of Life.